# 白英淑
白英淑（韓語：백영숙），韓國電視劇編劇。

## 作品

### 電視劇
- 2008年：MBC《首爾武林傳》[1]
- 2010年：KBS《名家》
- 2014年：TV朝鮮《百年新娘》
- 2017年：SBS《甜蜜的冤家》[2]

## 外部連結
- NAVER搜索